# Allobroger
Allobrogerna var en keltisk stam i området som senare blev romerska Gallien.
Stammen hade områden söder om Genèvesjön och deras huvudstad Vienne blev senare en av dom viktigaste städerna i området. Allobrogerna var en period i förbund med Hannibal men blev underkuvade av romerska fältherren Fabius Maximus i 121 f.Kr. och efter ett misslyckat uppror 61 f.Kr. förblev dom lojala mot Rom.
Den första dokumenterade referensen till allobrogerna är från den grekiska historikern Polybios på 150-130 f.Kr. Han berättar om hur stammen misslyckades med att stå emot Hannibal när denne korsade Alperna 218 f.Kr.[källa behövs]